# Brachystetha nitrariae
Brachystetha nitrariae är en insektsart som beskrevs av Loginova 1964. Brachystetha nitrariae ingår i släktet Brachystetha och familjen rundbladloppor. Inga underarter finns listade i Catalogue of Life.